# Burstyn-Motorgeschütz
Das Burstyn-Motorgeschütz war der Entwurf eines ersten modernen Panzers, der bereits vor dem Ersten Weltkrieg im Jahre 1911 vom k.u.k. Oberleutnant Gunther Burstyn ausgearbeitet wurde.

## Geschichte
Bei der Fahrt auf einem Torpedoboot kam Burstyn im Jahre 1903 auf die Idee, ein „Landtorpedoboot“ zu entwerfen. Es sollte schnell und gepanzert sein sowie eine eigene Kanone mitführen können. Aus dienstlichen Gründen verfolgte er den Gedanken jedoch zunächst nicht weiter.
Am 24. November 1904 wurde der erste „Holt-Traktor“ mit einer „gleislegenden Kette“ in Kalifornien eingesetzt und von seinem Entwickler Holt als „Caterpillar“ bezeichnet. Wenig später setzten auch schon große ungarische landwirtschaftliche Betriebe solche Traktoren ein.
Im Frühjahr 1905 fiel Burstyn auf der ersten Automobilmesse Wiens das gepanzerte Automobil von Daimler auf, dessen Räder er jedoch für Fahrten im Gelände für ungeeignet hielt. Anstatt der Räder wollte er einen Raupenantrieb (Burstyn nannte sie „Gleitband“) einsetzen, wie sie bei den Holt-Traktoren verwendet wurden.
Burstyn begann erst im Jahre 1911 mit den technischen Planungen. Am Ende des gleichen Jahres legte er dem k.u.k. Kriegsministerium seinen Entwurf für ein „Motorgeschütz“, den ersten modernen Panzer der Welt, vor. Das Ministerium lehnte jedoch die Entwürfe ab und verwies darauf, dass der Leiter des Automobilwesens keine Erprobung des Motorgeschützes auf Kosten der Heeresverwaltung durchführen könne. Aus diesem Grund, aber auch aus Desinteresse, wurde der Bau eines Prototyps abgelehnt (die k.u.k. Militärverwaltung war nicht nur extrem konservativ, sondern auch stets äußerst knapp an Geldmitteln). Nichtsdestoweniger experimentierte auch die k.u.k Armee ab 1912 mit Holt-Traktoren, um sie etwa als Zugmaschinen für Festungsartillerie einzusetzen.
Burstyn legte seinen Entwurf daraufhin dem deutschen Kriegsministerium vor, das daran allerdings ebenfalls kein Interesse zeigte.
Sowohl in Österreich-Ungarn (k.u.k. Patent 53248, 25. April 1912), als auch im Deutschen Kaiserreich ließ sich Burstyn seine „Vorrichtung für Motorfahrzeuge zum Überschreiten von Hindernissen“, also nur die Ausleger des Motorgeschützes, patentieren.

## Beschreibung

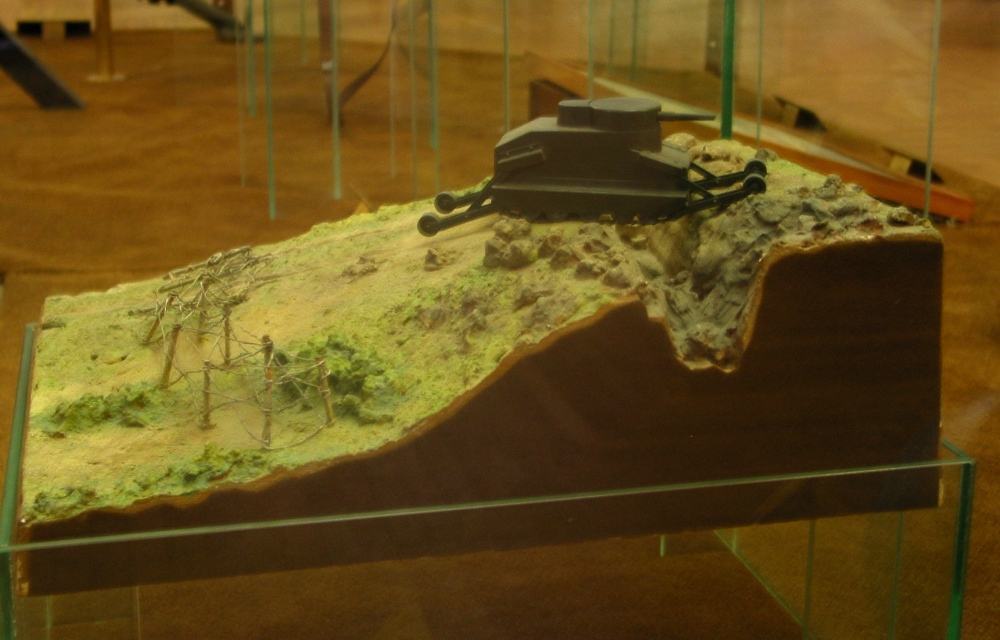
Modell des Motorgeschützes von 1911 im HGM

Das Motorgeschütz verfügte bereits über die typischen Merkmale eines modernen Panzers:
- ein gepanzerter Aufbau
- Kettenantrieb statt Räder
- ein schwenkbarer Turm mit einer Kanone.

Die Besonderheit war die Position der Besatzung.
- der Kommandant bzw. Ladeschütze sollte vorne rechts sitzen
- der Richtschütze vorne links
- Unglücklich gewählt war jedoch die Position des Fahrers. Er sollte mit dem Rücken zur Fahrtrichtung sitzen, also entweder durch ein Periskop nach vorne sehen oder nur auf Anweisung des Kommandanten steuern.

Burstyns Entwurf war gut durchdacht sowie statisch und dynamisch weitestgehend berechnet worden. Er besaß einige Merkmale, die in der damaligen Zeit einzigartig waren:

### Beweglichkeit
Das Motorgeschütz wäre aufgrund seiner geringen Größe und seiner Manövrierfähigkeit den meisten im Ersten Weltkrieg eingesetzten Fahrzeugen überlegen gewesen: Auf der Straße und im Gelände wäre es schneller gewesen als die Typen der Alliierten und es hätte sogar eingeschränkt in Karst- und Alpengebieten eingesetzt werden können. Nur in Waldstücken wäre die Manövrierfähigkeit aufgrund der Ausleger begrenzt gewesen. Die Räderpaare und die Ausleger des Motorgeschützes waren für die damalige Zeit allerdings sehr komplizierte Konstruktionen. Der Entwurf an sich war aber auch ohne Ausleger und Räder äußerst fortschrittlich. Weitere Vorteile waren die relativ hohe Beweglichkeit und die geringe Größe des Fahrzeuges.
Raupenantrieb
Burstyn übernahm nicht das Fahrgestell eines Holt-Caterpillar-Traktors, wie es französische und deutsche Panzerbauer später im Ersten Weltkrieg taten. Er konstruierte seinen eigenen Raupenantrieb, den er bis zur Einbringung des deutschen Patentes mehrmals verbesserte.
Heb- und senkbare Räder
Das Motorgeschütz sollte zusätzlich zwei vertikal bewegliche Räderpaare besitzen, die sowohl eine schnelle Fahrt auf der Straße als auch im geeigneten Gelände ermöglicht hätten. Dabei sollte das vordere Räderpaar steuerbar sein, während der Antrieb über das hintere Räderpaar erfolgen sollte. Da diese Räder auf keiner Zeichnung vorhanden sind, ist die vorgesehene Anbringung – innerhalb oder außerhalb des Fahrzeuges unklar. Bei einer späteren Umsetzung des Fahrzeugs durch Austro-Daimler und Saurer wurden diese Räder außerhalb angebracht.
Vorrichtung für Motorfahrzeuge zum Überschreiten von Hindernissen
Diese durchdachte Vorrichtung ließ sich Burstyn in Österreich-Ungarn und Deutschland durch Patent schützen. Mittels eines Nebenabtriebs vom Motor sollte jeder der mit einer mechanischen Kupplung versehenen Ausleger angehoben bzw. abgesenkt werden können. Somit hätte das Motorgeschütz Schützengräben als auch Stacheldrahtverhaue und andere Hindernisse überwinden können. Gleichzeitig wäre es mit diesem ständig präsenten Wagenheber möglich gewesen, Reparaturen an der Kette oder dem Laufwerk auf offenem Felde durchzuführen. Ähnliche Vorrichtungen tauchen später auch bei anderen Fahrzeugen auf; von der britischen Firma Vickers-Armstrong wurde 1929 ein fast identisches Konzept patentiert.

### Bewaffnung
Die 37-mm-Schnellfeuerkanone in einem beweglichen Turm ermöglichte die Bekämpfung von Artilleriestellungen und anderen Panzerfahrzeugen (die Erfolge deutscher Panzerabwehrgeschütze zeigten später, dass eine 37-mm-Kanone auch gegen britische und französische Panzerfahrzeuge genügend Durchschlagskraft besaß). Hinzu kam eine hohe Feuergeschwindigkeit. Der Platzbedarf für die kleinkalibrige Munition hätte einen hohen Munitionsvorrat möglich gemacht. Das Fahrzeug war zwar nur schwach gepanzert, schützte aber gegen Infanteriewaffen und Splitter. Außerdem kann von einer Sekundärbewaffnung in Form von zwei 7-mm-Maschinengewehren ausgegangen werden, obwohl diese auf den Zeichnungen nicht vorhanden sind.

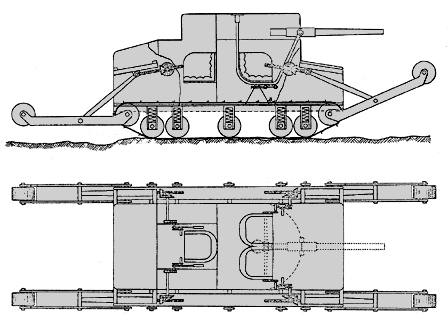
Projektzeichnung des Burstyn-Motorgeschützes

## Patent
„Panzerkraftwagen, geeignet, sich mit motorischer Eigenkraft nicht nur auf Straßen, sondern auch auf unwegsamen Gelände fortzubewegen, gekennzeichnet durch gefederte Raupenketten zur Fortbewegung, durch heb- und senkbare Räder zur Fahrt auf Straßen sowie durch Ausleger, die den Wagen befähigen, auch breite Gräben zu überschreiten.“

Unter der Nr. 53248 wurde in Österreich-Ungarn für das gleiche System ebenfalls ein Patent erteilt.